# Carlão (Alijó)
Carlão é uma povoação portuguesa do Município de Alijó que foi sede da extinta Freguesia de Carlão, freguesia que tinha 26,54 km² de área e 719 habitantes (2011), e, por isso, uma densidade populacional de 27,1 hab./km².
A Freguesia de Carlão foi extinta em 2013, no âmbito de uma reforma administrativa nacional, tendo sido agregada à Freguesia de Amieiro, para formar uma nova freguesia denominada União das Freguesias de Carlão e Amieiro da qual é sede.

## Etimologia
Virá do baixo-latim [Villa] Carloni, evoluído já para Carlon na época medieval. Que, à semelhança do nome moderno Carlos, virá do germânico antigo karl, que significaria "homem livre", latinizado (numa das suas variações) como Carlonus (sendo Carloni o seu possessivo). Villa essa como a correspondente aos restos arqueológicos que se encontram nas vinhas da Azinheira (imediatamente a sul do Castelo de Carlão), aparentemente construída em século I E.C., ou anteriormente (e que tem indicações que um dos seus primeiros donos, antes da era das migrações germânicas, chamar-se-ia sim Latronus, que é uma antroponímia galaica latinizada que encontramos noutros pontos do noroeste ibérico, como por exemplo sendo antigo nome de um afluente do vizinho rio Tâmega).

## História
Pelos restos arqueológicos de diversas eras, a região aparenta estar continuamente populada desde a pré-história (com múltiplos exemplos de arte rupestre e outros vestígios) até aos dias de hoje. Já na era romana, se cultivavam os vinhos e os cereais nesta região, havendo restos muito aparato agrícola desta era, como lagares, ânforas, dólios (contentores alimentares), etcétera. Possivelmente cultivar-se-ia vinho até antes dos romanos, ainda que provavelmente de forma mais limitada, complementada por importação vinda do mediterrâneo, dados os relatos de Estrabão sobre o estatuto de escassez deste produto cobiçado pelos Callaicos locais do Norte do Douro, que nesta região também poderiam fazer zythos (cerveja de malte).

## Economia
Assenta principalmente na exploração dos olivais, vinhedos e madeiras, havendo também outras produções agrícolas, a pastorícia, a caça e a recolecção silvestre.
Hoje, como noutras aldeias rurais, denota-se declínio na actividade comunitária da reduzida e envelhecida população.

## População
| Número de habitantes | Número de habitantes | Número de habitantes | Número de habitantes | Número de habitantes | Número de habitantes | Número de habitantes | Número de habitantes | Número de habitantes | Número de habitantes | Número de habitantes | Número de habitantes | Número de habitantes | Número de habitantes | Número de habitantes |
| -------------------- | -------------------- | -------------------- | -------------------- | -------------------- | -------------------- | -------------------- | -------------------- | -------------------- | -------------------- | -------------------- | -------------------- | -------------------- | -------------------- | -------------------- |
| 1864                 | 1878                 | 1890                 | 1900                 | 1911                 | 1920                 | 1930                 | 1940                 | 1950                 | 1960                 | 1970                 | 1981                 | 1991                 | 2001                 | 2011                 |
| 1 421                | 1 504                | 1 622                | 1 799                | 1 829                | 1 599                | 1 706                | 1 835                | 1 930                | 1 925                | 1 235                | 1 349                | 1 037                | 886                  | 719                  |

(Obs.: Número de habitantes "residentes", ou seja, que tinham a residência oficial neste concelho à data em que os censos  se realizaram.)
| Distribuição da População por Grupos Etários em 2001 e 2011 | Distribuição da População por Grupos Etários em 2001 e 2011 | Distribuição da População por Grupos Etários em 2001 e 2011 | Distribuição da População por Grupos Etários em 2001 e 2011 | Distribuição da População por Grupos Etários em 2001 e 2011 | Distribuição da População por Grupos Etários em 2001 e 2011 | Distribuição da População por Grupos Etários em 2001 e 2011 | Distribuição da População por Grupos Etários em 2001 e 2011 | Distribuição da População por Grupos Etários em 2001 e 2011 | Distribuição da População por Grupos Etários em 2001 e 2011 |
| ----------------------------------------------------------- | ----------------------------------------------------------- | ----------------------------------------------------------- | ----------------------------------------------------------- | ----------------------------------------------------------- | ----------------------------------------------------------- | ----------------------------------------------------------- | ----------------------------------------------------------- | ----------------------------------------------------------- | ----------------------------------------------------------- |
| Idade                                                       | 0-14                                                        | 15-24                                                       | 25-64                                                       | > 65                                                        |                                                             | 0-14                                                        | 15-24                                                       | 25-64                                                       | > 65                                                        |
| 2001                                                        | 92                                                          | 94                                                          | 407                                                         | 293                                                         |                                                             | 10,4%                                                       | 10,6%                                                       | 45,9%                                                       | 33,1%                                                       |
| 2011                                                        | 51                                                          | 52                                                          | 304                                                         | 312                                                         |                                                             | 7,1%                                                        | 7,2%                                                        | 42,3%                                                       | 43,4%                                                       |

## Património Cultural
- Abrigo rupestre da Pala Pinta